# James Harden
James Harden (nascut el 26 d'agost de 1989 a Los Angeles, Califòrnia) és un jugador de bàsquet estatunidenc que pertany a la plantilla de LA Clippers de l'NBA. Amb 1,96 metres d'altura, juga en la posició d'escorta o de base. Va ser elegit com a número 3 del Draft de 2009 pels Oklahoma City Thunder.
Entre els seus reconeixements trobem un premi al millor sisè home (NBA Sixth Man of the Year) l'any 2012, quan encara jugava als Oklahoma City Thunder, i el premi a jugador més valuós de la temporada (NBA MVP) el 2018 jugant ja pels Houston Rockets, als que va arribar durant la pretemporada de l'any 2012-2013.
És considerat per molts jugadors i aficionats com el millor escorta actual de l'NBA, a causa de la seva facilitat per encistellar, especialment des de més enllà de la línia de triple. Ha estat escollit vuit cops per jugar l'All-Star Game de l'NBA i escollit cinc cops en el millor quintet de la temporada.

## Trajectòria esportiva

### Universitat
Va jugar dues temporades amb els Sun Devils de la Universitat Estatal d'Arizona, on va fer 19 punts de mitjana i 5,5 rebots per partit. En la seva segona temporada va ser un dels 50 finalistes del prestigiós Premi John R. Wooden. Va aconseguir la seva millor marca anotadora el 30 de novembre de 2008, en aconseguir 40 punts davant la Universitat de Texas a el Paso. Va ser triat millor jugador del torneig de la Pacific-10 Conference després de derrotar l'equip de la Universitat del Sud de Califòrnia a l'Staples Center, i posteriorment fou triat jugador de l'any de la conferència, a més d'entrar en el primer equip All-American. Després de dos anys a la universitat, es va declarar elegible per al Draft de 2009.

### Professional
Oklahoma City Thunder (2009-2012)
Va ser triat en la tercera posició del Draft de l'NBA de 2009 per Oklahoma City Thunder. Durant la primera temporada ja es va veure la seva facilitat pel triple, ja que va aconseguir un percentatge del 37,5% d'encert, el quart millor per a un jugador de menys de 21 anys amb almenys 150 intents. Aquesta primera temporada va ser escollit en el segon millor quintet de Rookies.
A Oklahoma s'hi va estar tres temporades, en les quals va compartir equip amb els també múltiples All-Star i futurs MVP's de l'NBA Russell Westbrook i Kevin Durant. Aquests tres jugadors, més la presència d'altres figures importants com la de Serge Ibaka, van convertir l'equip en un aspirant a l'anell. Ho van demostrar la temporada 2010-2011, en la qual van arribar a la final de conferència que van perdre davant els Dallas Mavericks per 4-1. La següent temporada van arribar a la final, que van perdre també per 4-1 davant dels Miami Heat. Harden va tenir un paper molt important en l'assoliment de les finals, fins al punt que va ser escollit millor sisè home de la temporada. Un altre fet destacable d'aquella temporada és la commoció cerebral que va patir arrel d'un cop de colze al cap de Metta World Peace (Ron Artest en aquells temps).
Houston Rockets (2012- actualitat)
En la pretemporada de l'any 2012 es va negar a renovar amb els Oklahoma City Thunder i va ser traspassat als Houston Rockets juntament amb Daequan Cook, Cole Aldrich i Lazar Hayward a canvi de Kevin Martin, Jeremy Lamb, dues primeres rondes i una segona, que aquesta el 2013 significaria l'arribada d'Àlex Abrines. En els seus dos primers partits amb el Rockets de Houston va fer un total de 82 punts (37 en el primer i 45 el segon). Es va convertir en la gran estrella de l'equip texà, fent partits d'anotacions veritablement espectaculars. Ha liderat dues temporades la lliga en anotació. Una de les actuacions més recordades va ser el 30 de gener de 2018 contra els Orlando Magic, partit en el que va anotar 60 punts, va repartir 11 assistències i va capturar 10 rebots, sent aquest el primer triple-doble amb almenys 60 punts de la història. La temporada 2017-2018 va ser escollit MVP per davant de Lebron James.
Tot i les grans actuacions de Harden en molts partits i la presència en diferents etapes de jugadors All-Star com Chris Paul o Dwight Howard, i fins i tot amb un MVP i excompany de Harden com Russell Westbrook, els Rockets no han guanyat cap anell des de l'arribada de la Barba, ni tan sols han arribat a les finals de l'NBA. I això principalment s'ha degut al gran nivell mostrat pels Golden State Warriors aquests últims anys, equip que s'ha convertit en la bèstia negra de Playoffs de l'equip de Harden.
Selecció Nacional USA
Amb la selecció nacional si que ha guanyat campionats, concretament dos: els jocs olímpics de Londres el 2012 i el mundial de bàsquet celebrat a Espanya el 2014.